# Chilomycterus schoepfii
Chilomycterus schoepfii és una espècie de peix de la família dels diodòntids i de l'ordre dels tetraodontiformes.

## Morfologia
- Els mascles poden assolir 27,9 cm de longitud total[3] i 630 g de pes.[4]

## Hàbitat
És un peix marí, de clima tropical i associat als esculls de corall.

## Distribució geogràfica
Es troba des de Nova Escòcia (el Canadà), Maine (els Estats Units), les Bahames i el nord del Golf de Mèxic fins al Brasil.